# Hashim Shawa
Hashim Shawa, né en 1976 en Palestine, est le président-directeur général de la banque de Palestine, la banque la plus importante de Palestine.
Il fait partie, selon le magazine Arabian Business, des 100 Arabes de moins de 40 ans les plus influents.
Il est également le directeur de Palestine Power Generation Company Plc.

## Biographie
Diplômé de l'University College de Londres, Hashim Shawa a établi sa carrière bancaire avec les leaders mondiaux Citibank et HSBC, travaillant dans différents pays européens. Avant de retourner en Palestine, il a été directeur des affaires du Moyen-Orient et Afrique du Nord de HSBC Suisse, responsable du développement des affaires de la banque dans le Golfe et a établi la présence de HSBC au Koweït.
En 2007, au décès de son père, le Dr Hani Shawa, il prend sa suite et la responsabilité de son père en tant que P-DG au sein de la banque de Palestine créée par son grand-père Hashem Atta Shawa à Gaza en 1960.